# Fernanda Nylund
Fernanda Nylund, född 10 december 1878 i Köpenhamn, död 1 januari 1968, var en dansk-finländsk målare.
Hon var dotter till handelsfuldmægtig Eduard Jacobsen och Caroline Adler samt från 1903 gift med skulptören Felix Nylund och mor till Gunnar Nylund. Hon var som konstnär autodidakt och bedrev självstudier under ett flertal studieresor i Europa. Hon var verksam som konstnär i Danmark, Finland samt i en viss mån även i Sverige. Nylund hade i slutet av 1890-talet en framträdande roll i Köpenhamns kulturella liv. Hon skrev dikter och scenskådespel, sjöng och spelade piano. Hon deltog i cykelklubben Det glade hjul möten där hon träffade skulptören Jens Ferdinand Willumsen som använde henne som modell för skulpturen Buksepigen 1897. Under en vistelse i Paris 1902 träffade hon sin blivande make, och efter sin vigsel bosätter de sig i Paris. Paret flyttade till Finland 1910 där hon lever ett familjeliv fram till att äktenskapet upplöses 1929 och som tidsfördriv började hon då måla. Under sina år i Finland skrev hon artiklar om finsk konst och kultur för flera danska tidningar. Hon återflyttade till Danmark 1948. Separat ställde hon ut på galleri Nikolaj i Köpenhamn 1948 och Studio Schrader Köpenhamn 1956. Hon medverkade i Finska Konstföreningens samlingsutställningar i Helsingfors 1933, Moskva 1934, Oslo 1936, Göteborg 1939 samt de finska konstnärernas utställning i Köpenhamn 1949. Hennes konst består av stilleben, porträtt och landskapsskildringar.